# Tavagalavasz
Tavagalavasz III. Hattuszilisz idején, az i. e. 13. század közepén Lukka, vagyis a későbbi Lükia királya volt. Származása szerint Ahhijava királyának öccse, és mint ilyen vélhetően egy akháj uralkodóház tagja.

## Nevének jelentősége
Történelmi jelentőségét az adja, hogy felvetődött nevének más olvasta, miszerint a ta-wa-ga-la-waš olvasható e-te-wo-klē-weš formában is. E névváltozat pedig összevethető a homéroszi eposzokban szereplő Eteoklész, Oidipusz fia nevével, Thébai királyával, vagy Eteoklész orkhomenoszi királlyal. Az etimológia úgy alakul, hogy először a ta-wa-ga-la-waš egy köztes (a-)ta-wo-kla-waš formára módosul, majd mivel a görög nyelv e-betűinek helyén a luvi nyelvben általában a hangot találhatunk (lásd Apasza → Epheszosz), így a luvi eredetű a-ta-wo-kla-waš (a göröghöz még csak közelítő) akhájban e-te-wo-klē-weš lett. A „v” hangzó a görögben meglehetősen ritka, ezért annak kiesése is indokolt, így áll elő az e-te-o-klē-(e)š. Ez az etimológia megfelel a hettita → luvi → akháj nyelvekben általában megfigyelhető tendenciáknak
E feltevés is tovább erősíti azokat az elméleteket, melyek szerint a görögök legtöbb törzse közvetlenül Anatóliából származik és valamilyen hettita nyelvet (valószínűleg luvit) beszélt eredetileg, de legalábbis nagyon szoros kapcsolat áll fenn Nyugat-Anatólia és a görög szárazföld, Ahhijava/Mükéné között. Emellett megerősíti a homéroszi legendakör történeti alapját is. Csatlakozik a sorban Alakszandusz viluszai fejedelemhez, a Taruisza-Trója azonossághoz és a tengeri népek törzsei között emlegetett sok azonosítható népnévhez.
A Tavagalavasz → Eteoklész névhasonlítás természetesen nem jelenti a két személy (a lukkai király és az orkhomenoszi/thébaii Homérosz-hős) azonosságát, sem földrajzi, sem időbeli távolságuk miatt. A névhasonlítás eredménye annak a felismerésnek a része, hogy a hettita nyelvemlékekben feltűnő személynevek nagy hányada tűnik fel később görögösítve, görög személyek neveként, illetve hogy görög személynevek azonosíthatók hettita dokumentumokban. A további kapcsolódási pontok, miszerint Oidipusz fia is részt vett a trójai háborúban és Orkhomenosz város serege Aszkalaphosz és Ialmenosz vezetésével szintén jelen volt, csak erősítik e feltevéseket.

## Uralkodása
Tavagalavasz nagyszabású hadjáratokat viselt a polgárháborútól meggyengített Hatti ellen, és annak gyakorlatilag az egész déli partvidékét elhódította. Gazdaságilag és politikailag is jelentős tartományok kerültek Lukka ellenőrzése alá, mint Natasz, Parha, Harhasszuvanta. Lukka az uralkodása alatt nemcsak Arzava korábbi hatalmának örököse volt, hanem túlszárnyalta még Ahhijavát is, és Anatólia egyik vezető államává lépett elő. Ebből az időből származik a Tavagalava-levél címen ismert CTH#181 számú dokumentum.
Pozícióját némiképp gyengítette Pijamaradu, Millavanda uralkodója szerződése Hattuszilisszel, de Lukka ekkori ténykedése nagy mértékben hozzájárult Hatti gyengüléséhez, így a néhány évtizeddel későbbi teljes elpusztulásához is.

## Külső hivatkozások
- Hittites.info
- Itamar Singer: Western Anatolia in the Thirteenth Century B.C. – According to the Hittite Sources